# Cerkiew Narodzenia Bogurodzicy w Królowej Górnej
Cerkiew Narodzenia Bogurodzicy w Królowej Górnej – dawna cerkiew greckokatolicka, wzniesiona w 1815 w Królowej Górnej.
Po 1947 przejęta i użytkowana latem przez rzymskokatolicką Parafię Narodzenia Najświętszej Maryi Panny w Królowej Górnej.
Cerkiew wpisano na listę zabytków w 1964. Została włączona do małopolskiego Szlaku Architektury Drewnianej.

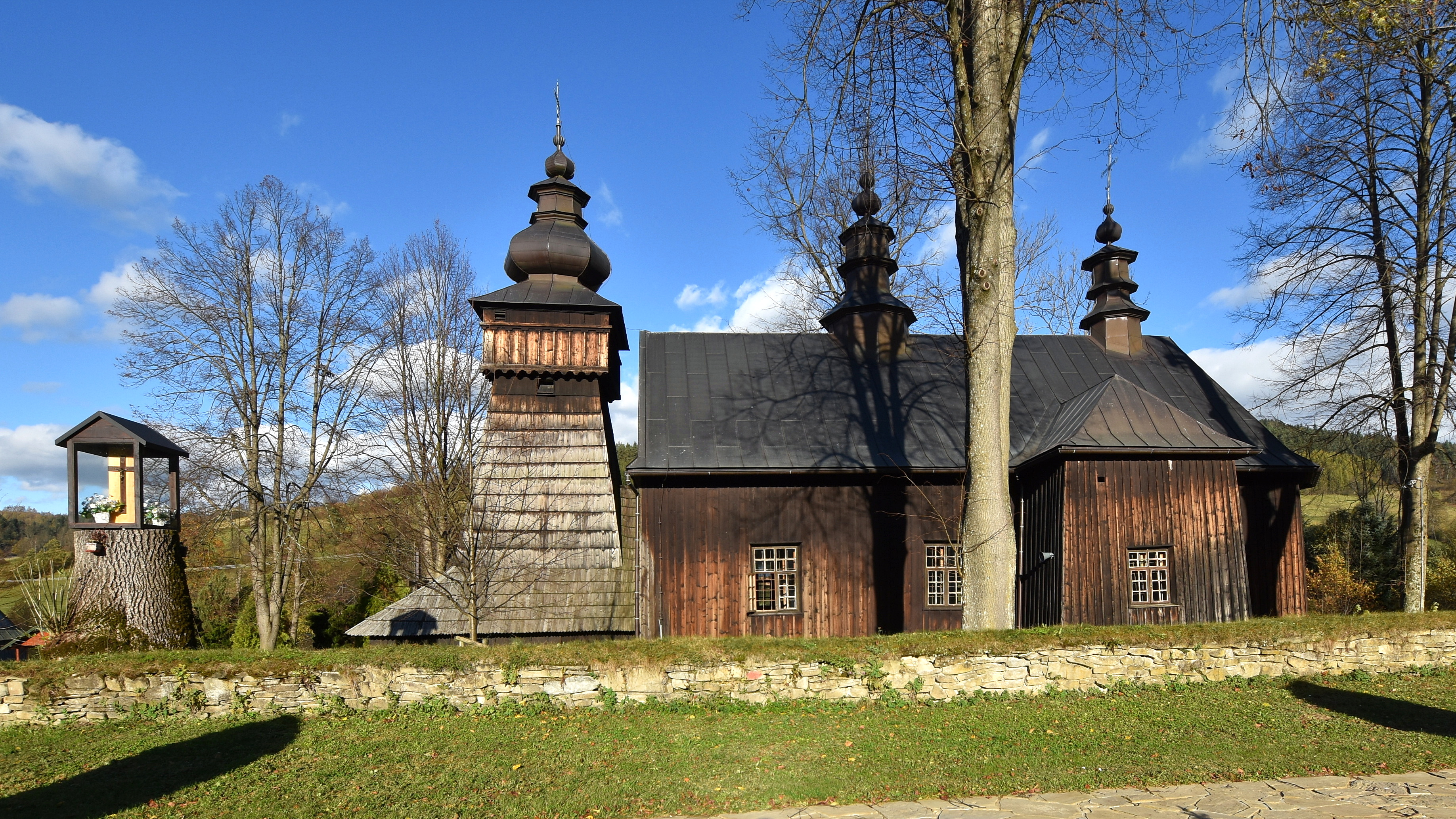
Widok od strony południowej
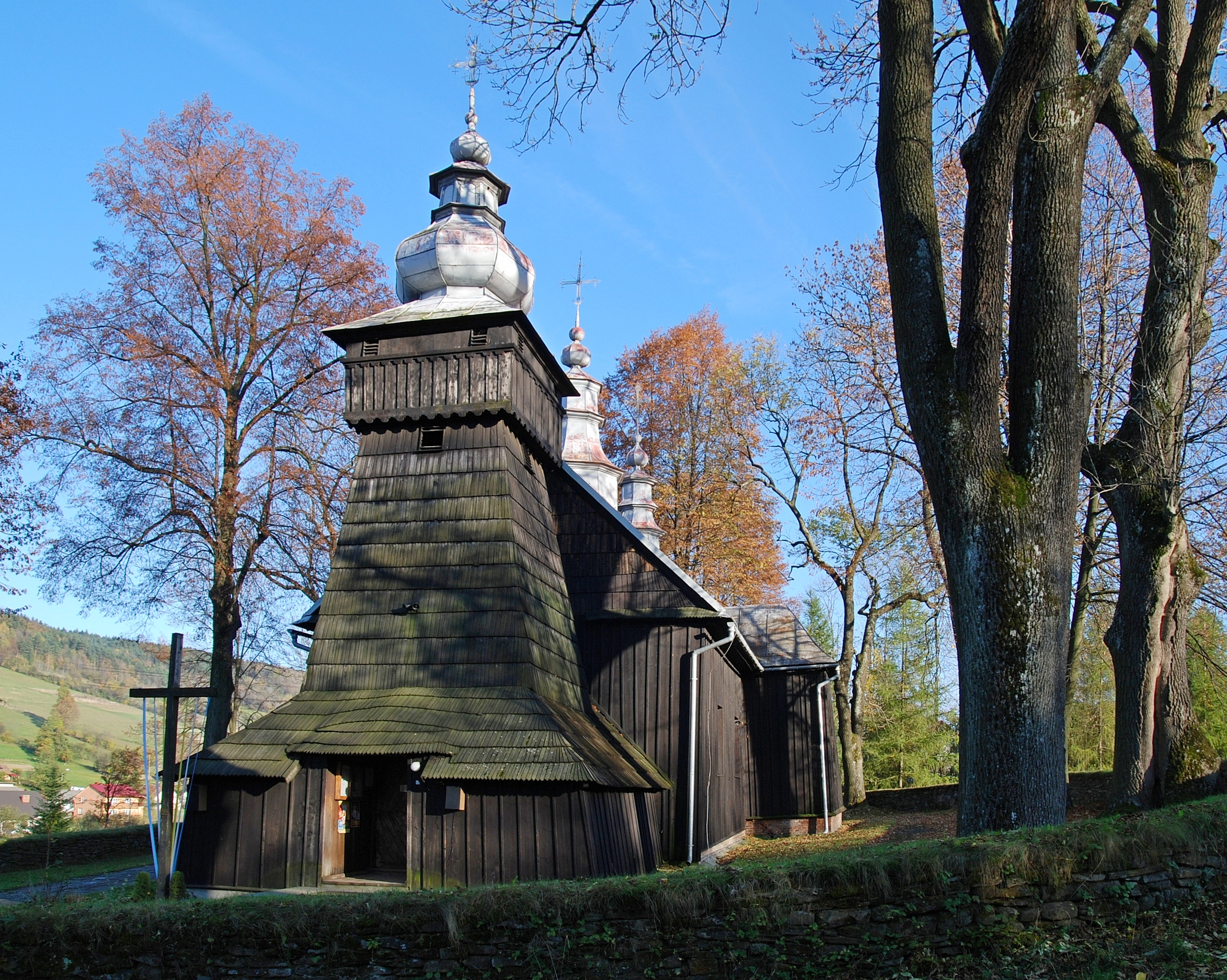
Elewacja frontowa
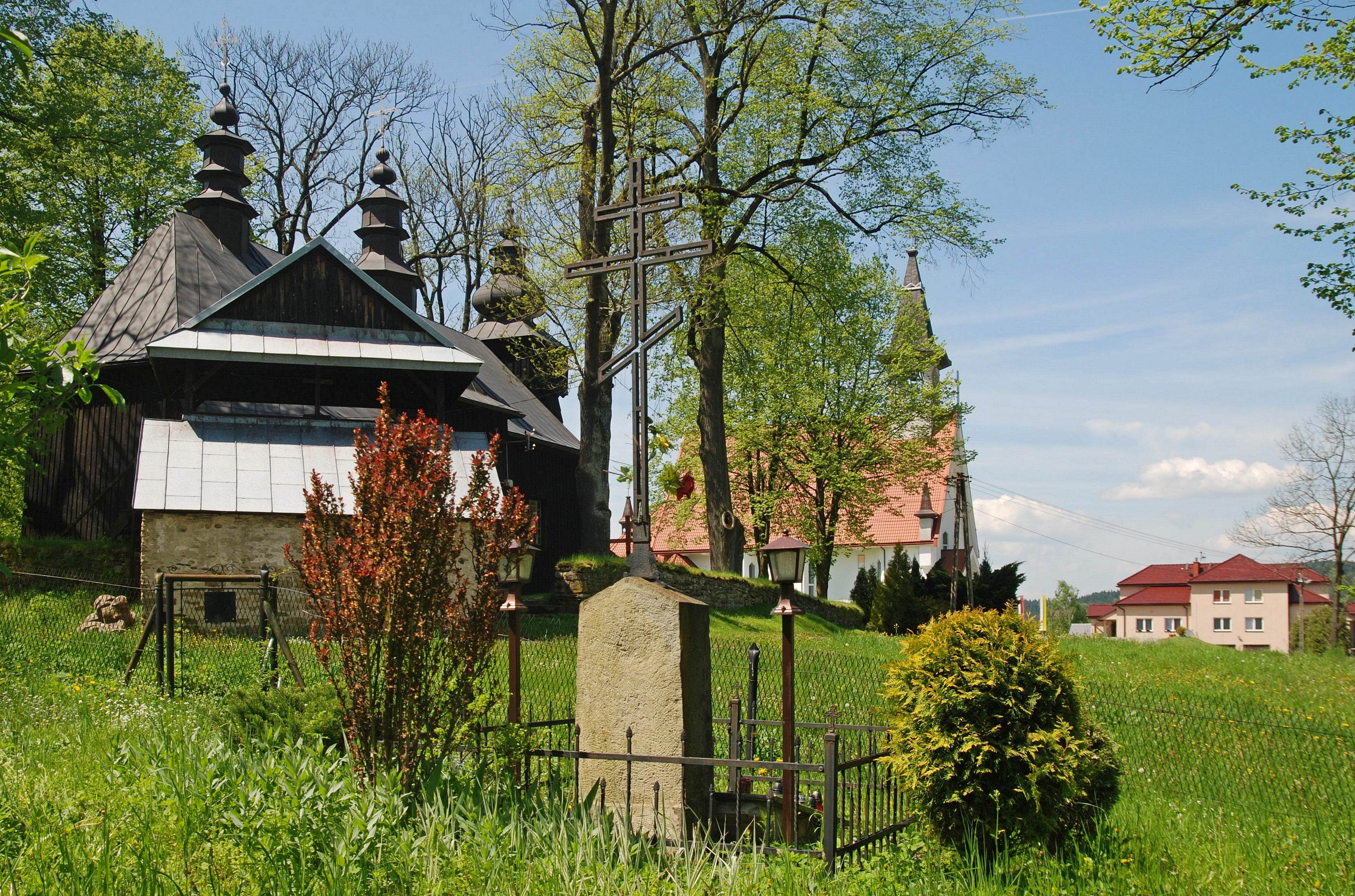
Cerkiew, cmentarz przycerkiewny, nowy kościół z plebanią